# ديفيد ماسي
ديفيد ماسي (بالإنجليزية: David Massey)‏ هو مخرج أمريكي، ولد في 1957.

## وصلات خارجية
- ديفيد ماسي على موقع IMDb (الإنجليزية)
- ديفيد ماسي على موقع ألو سيني (الفرنسية)
- ديفيد ماسي على موقع أول موفي (الإنجليزية)
- ديفيد ماسي على موقع قاعدة بيانات الفيلم (الإنجليزية)
- ديفيد ماسي على موقع كينوبويسك (الروسية)